# 小林丸
小林丸測試（英語：Kobayashi Maru training exercise）是《星际迷航》（Star Trek）故事中一個星艦學院的最終考試題目，在模擬器中學員團隊指揮一艘虛擬船去救援小林丸輸送船。

## 內容
訓練模擬中小林丸运输船在星際联邦与克林贡帝国交界的中立区不幸遇难，向学员带领的一艘高级戰艦发出求救信号，但這是陷阱，一旦学员飞船进入中立区，立刻就有一批批克林贡戰艦蜂擁而來無止境的進攻，直到飞船被毀。程式的預設設定就是任何狀態下無法獲勝，目的是告知受訓學員加入星艦艦隊在宇宙翱翔並非輕鬆旅程，隨時可能遇上無解必須死亡的狀態，無論有多高的才華和訓練相比宇宙都很渺小，有時僅僅是運氣因素就陷入死地，不可自滿自傲。
星艦迷航世界觀中詹姆斯·T·柯克（James T. Kirk）是星艦史上唯一突破小林丸測試者，但他用的方式是駭客手法改寫了控制程式，在星际迷航正典中他因為突破性的想法而獲得了一項榮譽，但是在重啟系列的平行宇宙中柯克因為作弊而受到星際學院的停飛處分。
小說《小林丸》（The Kobayashi Maru）中較詳細描寫了小林丸測試，小說中時間在電影版星艦迷航和大怒吼之間，企業號接到求救訊號前往，但是在礦物雲之中只能派遣小太空梭接近，然而太空梭也被礦物影響故障，柯克、史考克、蘇魯等5人困在船上待救，閒聊中開始講起自己的故事，柯克和史考克兩人詳訴了自己小林丸考試的過程，以及柯克作弊的情節，他認為是電腦作弊在先所以自己的作弊並無犯規。在他改寫的程式中自己成為威震宇宙的大人物，所以一報上名號克林貢艦隊就舉白旗，輕鬆過關。

## 影響
在美日流行文化中因為星艦迷航的走紅和愛好者數量不少，小林丸成為一種小圈子裡的代稱名詞，在一些影劇作品中也出現用以形容絕境和註定無法用常規方法通過的考驗。
- 戰國自衛隊1549
- 陸軍中野予備校
- CSI犯罪現場
- 酷斯拉 - 一艘漁船名為小林丸用以暗示和致敬
- 機動戰士鋼彈 F90 - 一艘超大型輸送船名為小林丸用以暗示和致敬
- 美國「聯合太空作戰中心」（CSpOC）於2020年5月完成用於太空物體追蹤的新作業平台研發，命名為「小林丸」。
- Red Sun Black Cross(小說)
- suits 第8季第4集
- 9-1-1: Lone Star 第4季第6集